# Tainaste
Tainaste (franska: Tainaste (CR), Tainaste (Commune Rurale), arabiska: طايفة) är en kommun i Marocko.   Den ligger i provinsen Taza och regionen Fès-Meknès, i den nordöstra delen av landet, 250 km öster om huvudstaden Rabat. Antalet invånare är 9 341.